# 平戸愛恵病院
平戸愛恵病院（ひらどあいけいびょういん）は、長崎県平戸市田平町野田免にある、医療法人愛恵会が経営する精神科病院である。

## 沿革
1958年（昭和33年）4月9日、現在地に田平保養院として開院した。
2005年（平成17年）10月1日に北松浦郡田平町が平戸市他と合併し新市制の平戸市として発足するのに先立って、合併協議中の2004年（平成16年）3月18日から同経営の佐世保保養院（→佐世保愛恵病院）と同時に現在の名称に改称された。

## 診療科目
- 精神科
- 心療内科

## 医療機関の指定等
- 保険医療機関
- 指定自立支援医療機関（精神通院医療）
- 精神保健及び精神障害者福祉に関する法律（昭和25年法律第123号）に基づく指定病院・応急入院指定病院
- 精神保健指定医の配置されている医療機関
- 生活保護法指定医療機関
- 結核指定医療機関
- 原子爆弾被爆者医療指定医療機関

## アクセス
- 長崎県道230号北松公園平戸口線沿い。
- 西肥バス「平戸口桟橋」バス停より徒歩約15分。
- 松浦鉄道たびら平戸口駅より徒歩約25分。

## 関連施設
- 訪問看護ステーション ラポール
- グループホーム リベラルホームI・II